# Пеницилл корочковый
Пеници́лл (пеници́ллий) ко́рочковый (лат. Penicíllium crustósum) — вид несовершенных грибов (телеоморфная стадия неизвестна), относящийся к роду Пеницилл (Penicillium).
Корочковидно растрескивающиеся массы конидий характерно осыпаются при переворачивании чашки Петри.

## Описание
Колонии на агаре Чапека быстрорастущие, за 7 дней достигают диаметра в 3—4 см, зернистые до пучковатых, образующие корочковидно растрескивающийся слой конидий, в массе серо-зелёный до грязно-зелёного. Реверс кремовый, бежевый или жёлто-коричневый; часто имеется коричневатый экссудат. На CYA колонии несколько радиально бороздчатые, порошистые, корочковидные, обильно спороносящие, иногда с коремиями по краям. Иногда выделяется коричневатый растворимый пигмент. Колонии на агаре с солодовым экстрактом (MEA) плоские, бархатистые, порошистые, с корковидно растрескивающейся массой конидий. Реверс бледный до жёлто-коричневого. При 5 °C образуются колонии 2—6 мм в диаметре, при 37 °C рост отсутствует.
Конидиеносцы трёхъярусные до четырёхъярусных, шероховатые, 200—400 мкм длиной и 3,5—4,5 мкм толщиной, с прижатыми элементами. Метулы цилиндрические, 10—15 мкм длиной. Фиалиды цилиндрические, с короткой, но заметной шейкой, 9—12 × 2,5—3 мкм. Конидии шаровидные до почти шаровидных, гладкостенные, 3—4 мкм в диаметре.

### Отличия от близких видов
Образует серо-зелёные в зрелом виде массы конидий, характерно корочковидно растрескивающиеся и рассыпающиеся при передвижении чашки Петри. Ножка конидиеносца отчётливо шероховатая, все элементы крупные.

## Экология и значение
Встречается практически повсеместно — на разных пищевых продуктах, в воздухе в помещениях, иногда — как слабый фитопатоген на плодах семечковых культур, цитрусовых, дыни.
Синтезирует сильнодействующий нейротоксин пенитрем A и другие пенитремы, также продуцирует рокфортин C и террестровую кислоту.

## Таксономия
Penicillium crustosum Thom, The Penicillia 399 (1930).

### Синонимы
- Penicillium expansum var. crustosum (Thom) Fassat., 1977
- Penicillium farinosum Novobr., 1974
- Penicillium pseudocasei S.Abe ex G.Sm., 1963
- Penicillium solitum var. crustosum (Thom) Bridge et al., 1989
- Penicillium terrestre auct.